# 頓弱
頓弱（？—？），中国戰國末期秦国大夫。楊寬《戰國史》考証頓弱即是尉繚的另一個名字。

## 生平
頓弱為秦國大夫。他曾對秦王說：“天下有有其实而无其名者、无其实而有其名者、无其名又无其实者，大王知道吗？”秦王不知。顿弱说有其实而无其名的是商人，无其实而有其名的是农夫，无其名又无其实者是大王你。已立为万乘，无孝之名，以千里养，无孝之实。威严不能加于山东六国，却加于母亲赵姬。秦王问山东六国是否可以兼并，顿弱说：“韩国，天下之咽喉；魏国，天下之胸腹。大王给臣万金游历列国，让韩、魏把社稷之臣派到秦国，韩、魏跟从，天下可图。”秦王说：“寡人国贫，恐怕不能供给。”顿弱回答：“天下非合纵就连横。连横成则秦国为帝，合纵成则楚国为王。秦国为帝，得到天下供养；楚国为王，就是大王有万金，也不是你自己的了。” 秦王同意。
秦王资助他万金，使他东游韩、魏，其将相被派到秦国；北游燕国、赵国，使李牧被杀，最後使得齐国入朝，四国毕从。